# Björn Kindlund
Björn Åke Kindlund (Stoccolma, 5 gennaio 1962) è un ex calciatore svedese, di ruolo difensore.

## Carriera

### Club
A livello giovanile, Kindlund giocò nel Brommapojkarna (1969), nel Bele (1974-1977) e nell'AIK (1978-1993). Per quest'ultimo club, debuttò nell'Allsvenskan nel 1981. Vi rimase fino al 1993. L'anno seguente passò ai norvegesi del Vigør, dove restò dal 1994 al 1996. Nel 1997 giocò nell'Arlanda FF, dove chiuse la carriera.

### Nazionale
Giocò una partita per la Svezia, nel 1988.

## Palmarès

### Club

#### Competizioni nazionali
- Campionato svedese: 1

AIK: 1983
- Coppa di Svezia: 1

AIK: 1984-1985